# 日本総合格闘技協会
日本総合格闘技協会（にほんそうごうかくとうぎきょうかい）は、日本の総合格闘技に関する協会。

## 概要
2007年10月15日に発足し、従来の総合格闘技興行とは異なり、興行運営及び競技規則の透明化を図るため中立的なコミッション委員会が設置され、初代会長に日本レスリング協会会長の福田富昭、副委員長に当時文部科学副大臣の松浪健四郎、コミッショナーに元警視総監の井上幸彦が就任し、イベントの運営はワールドビクトリーロード。
2008年3月5日に旗揚げ興行「戦極 〜第一陣〜」を国立代々木競技場第一体育館で開催。

## 役職
- 会長 : 福田富昭（国際レスリング連盟副会長、日本レスリング協会会長）
- 副会長 : 馳浩（前文部科学副大臣）
- 副会長 : 安田隆夫（ドン・キホーテ代表取締役会長兼最高運営責任者）
- 理事長 : 高田裕司（日本レスリング協会専務理事）
- 副理事長 : 木下直哉（木下工務店 代表取締役社長）
- 理事 : 富山英明（日本レスリング協会選手強化委員長）

設立時には、元WBA世界ライトフライ級王者の具志堅用高も理事として名を連ねたが、11月になって「東日本ボクシング協会役員であり、兼務禁止規定があった」として辞任した。